# Végső visszaszámlálás
A Végső visszaszámlálás (eredeti cím: The Final Countdown) 1980-ban bemutatott amerikai akció sci-fi film.
A film producere Peter Vincent Douglas, rendezője Don Taylor, a filmben több filmsztár is feltűnik: Kirk Douglas, Martin Sheen, James Farentino, Katharine Ross és Charles Durning.
A produkció az Amerikai Haditengerészet teljes beleegyezésével és támogatásával készült, többségében az alig öt éve szolgálatban álló USS Nimitz repülőgép-hordozó fedélzetén, amely az akkori idők legmodernebb és legütőképesebb hadihajójának számított. A Végső visszaszámlálás bemutatása idején mérsékelt sikereket ért el a mozikban, azonban az azt követő években, évtizedben kultikus státusszá emelkedett a sci-fi és katonai repülésért rajongók körében. A film alapötletét az 1965-ben bemutatott Felettünk az ég című francia sci-fi adta.

## Rövid történet
Egy modern amerikai repülőgép-hordozó szándékán kívül időutazásban vesz részt és az 1941-es Pearl Harbor-i csata előtti napba kerül vissza. Legénységének el kell döntenie, beleszól-e a második világháborút alapvetően befolyásoló japán rajtaütésbe.

## Cselekmény
A történet 1980-ban kezdődik a Pearl Harbor-i amerikai légi támaszponton. Itt egy civil megfigyelő, a Tideman Művek egyik alkalmazottja, Warren Lasky (Martin Sheen) száll fel a USS Nimitz repülőgép-hordozó egyik SH–3 Sea King kutató-mentő helikopterére, főnöke, Mr. Tideman megbízásából. Megfigyelése során javaslatokat kell tegyen a hadihajó üzemeltetésének fejlesztésére, javítására (Tideman is részt vett a hajó tervezésében). A Nimitz flottakötelékével a Csendes-óceánon tartózkodik. Kis idővel ezután azonban a nyílt vízen a hajó erős viharszerű örvénybe kerül, melyen áthaladva eltűnik a jelenből. A vihar előtt a kötelékparancsnok, Matthew Yelland (Kirk Douglas) kapitány visszarendeli a kísérőhajókat Pearlbe. A szituációt bonyolította, hogy a vihar előtt egy A–7E leszálláshoz készülődött, azonban fékezőhorga műszaki hiba miatt nem vonódott ki leszállási pozícióba.
A rövid, de annál intenzívebb vihar után senki nem tudja, mi történt. A Corsair II-t sikeresen leszállították a fedélzeti fékezőháló segítségével. Mivel elvesztettek minden rádiókapcsolatot mind a kísérőhajókkal, mind pedig a Csendes-óceáni Flotta-főparancsnoksággal, sőt, a 200 méteres rádióhullámsávon semmilyen adás nem fogható egy rejtjelezetten kívül, Yelland kapitány egy RF–8G-t indíttat Pearl Harbor felé, hogy kiderítsék, mi történt, valamint egy E–2 Hawkeye-t a hajóforgalmak figyelésére. Ezután teljes harci riadókészültséget rendel el, melyet a legénység négy perc alatt el is ér. A tanácstalan vezetési törzs, akik a 26 éves Orson Welles-ről szóló tudósítást hallgatnak a rádión, végül a készültséget harmadfokra mérsékli.
A hordozó rádiótechnikai alakulatai egy vízijárművet fedeznek fel, melynek azonosítására egy F–14A Tomcat készültségi géppárt indítanak. A vizuális azonosítást követően kiderül, hogy egy amerikai polgári jacht közeledik feléjük. A jachton utazók – Samuel Chapman szenátor (Charles Durning), a titkárnője Laurel (Katharine Ross), a komornyik, a hajókapitány és egy matróz – látják a két ismeretlen eredetű, de amerikai felségjelzésű repülőgépet. A Tomcateket átvezénylik egy levegőben levő KA–6D-hez.
A kapitány, az első tiszt és Lasky a hídon tanácskoznak a lehetséges válaszokon, mikor a rádiósok amerikai rádió-híradást fognak az európai keleti front 1941 december eleji eseményeiről. Közben befutnak a felderítő repülőgép fotói is, melyeken nem más mint az 1941 év végi, közvetlenül a háború előtti amerikai flotta látható horgonyon. A híd ügyeletes legénysége előtt egyre tisztább a helyzet: kitört a harmadik világháború! Lasky utasítására Yelland megkéri Richard T. Owens parancsnokot (James Farentino, ő játssza a CAG szerepét), hogy mutassa meg készülő könyvének illusztrációt. Kiderül, hogy a CAG Smithsonian Intézettől kapott képeinek egyike megegyezik a felderítő-Crusader alig egy órája készített felvételével. A rádiótechnikai alakulatok közben két alacsonyan repülő, azonosítatlan repülőgépet is észlelnek. A hídon elemzik a fotókat, az eredeti felvétel 1941. december 6-án készült a Pearl Harbor-i kikötőről. A légi utántöltést végrehajtó Tomcatek eztán felderítik az azonosítatlan repülőgépeket: két japán felségjelzésű A6M Zero-t azonosítanak.
A rögtönzött vezetőségi megbeszélés végén arra lyukadnak ki, hogy tisztázni kell a feltételezett japán flotta helyét, amilyen gyorsan csak lehet. Eközben a két Zero felderíti, majd megtámadja és szétlövi az amerikai jachtot. Még mielőtt a túlélőket is lemészárolnák, a két Tomcat pilóta engedélyt kap a közbeavatkozásra, tűzparancs nélkül kell a támadókat szándékaik felhagyására bírniuk. Noha az amerikai pilóták nem lőhetnek rájuk, a két japán több alkalommal is megpróbálja lelőni őket, eredménytelenül. Szerencsétlen módon azonban a kötelék akciója során a repülőgép-hordozó felé közeledik, ezért Yelland kapitány kiadja a tűzparancsot. A két japán gépet rövid rárepülés után lelövik (az elsőt M61 Vulcannal, a másikat AIM–9 Sidewinder rakétával). Közben a Hawkeye a megadott szektorhoz ért, jelentése szerint hat repülőgép-hordozót és huszonnégy kisebb hajóegységet lokalizáltak, melyek Pearl Harbor felé  teljes rádiócsendben haladnak. Ezzel bizonyítást nyert, hogy tényleg Nagumo 1941-es inváziós haderejével állnak szemben. A légtér biztosítását követően két SH–3 veszi fel a túlélő amerikaiakat és az egyik japán pilótát. Az egyik gépen Owens parancsnok is segédkezik egy nő és egy férfi kiemelésében. Bemutatkozásukkor, amatőr történész lévén rájön, hogy a férfi nem más, mint Samuel Chapman szenátor, aki Franklin D. Roosevelt lehetséges alelnöke lett volna az 1944-es elnökválasztáson, majd annak 1945-ös halála után Truman helyett a következő elnök. Azonban 1941. december 7-én nyomtalanul eltűnt a térségben. A túlélők nem tudnak felocsúdni a látott repülőeszközökön, sem a vízben, sem a hordozófedélzeten, a szuperhordozó látványa megdöbbenti őket. A Nimitzen elkülönítve tartják a diplomatákat és a japán pilótát.
Miután a Nimitzre beérkezett minden információ, nyilvánvalóvá vált, hogy 1941. december 6. az aktuális dátum. Yelland kapitánynak döntenie kell: hadihajója vagy megsemmisíti az inváziós flottát még a támadás előtt, vagy hagy mindent a történelem szerinti normális mederben folyni. A vezetési törzs egy heves vitáját követően dönt: mivel az Egyesült Államok még nem áll hadban Japánnal, nem indíthat a USS Nimitz egymagában támadást a Japán Birodalommal szemben. Miután az Államokat megtámadják, a szuperhordozó dolga megvédeni az országot „a múltban, a jelenben és a jövőben”, majd utasítást kérnek az amerikai fegyveres erők főparancsnokától, Franklin D. Roosevelt-től.
Az események azonban nem várt irányban folytatódnak. Owens parancsnok és Lasky látogatása során a titkárnő kutyája kiszabadul, ami a tengerészgyalogos őrök figyelmét eltereli. Ezt kihasználva a fogoly japán pilóta rövid kézitusa után fegyvert szerez és két katonát meglő. A diplomaták, Owens, Lasky és a sebesültek túszokká válnak. A japán pilóta követelését Tanaka főhadnagy tolmácsolásával ismerik meg: rádiót akar, különben megöli a túszokat. Az ügyeletes őrszolgálat már elfoglalta pozícióit. Noha a követelés teljesítésébe Yelland kapitány beleegyezik, a végrehajtás az ajtónál megakad. Lasky unszolására végül Owens elmondja a jelen levőknek, amit a japán támadásról tudni érdemes a fedőnévvel bezárólag. A pilótát ez, az ellenség ismeretmélysége annyira meglepi, hogy a titkárnőt elengedi, majd az őrök, kihasználva pillanatnyi tétovázását, lelövik. A sebesültek ellátását és elszállítását a szakszolgálat megkezdi. Újabb gond merül fel, hiszen a szenátor előtt világossá vált, a hadihajó vezetési törzse mindenről tud, de mégsem intézkedett az amerikai kikötő riasztásáról. A szenátor rádión értesíti a kikötőt, azonban nem hisznek neki, téves hívásnak vélik: nem tudnak sem a USS Nimitz repülőgép-hordozóról, sem Yelland kapitányról. A szenátor utasítására Yelland kapitány Pearl Harborba szállíttatja a diplomatákat. Röviddel ezután Owens-szel mint CAG-gel megbeszéli, hogy egy félreeső Hawaii szigeten, ellátmánnyal együtt teszik ki őket, amíg a katonai műveletek véget nem érnek. A CAG személyesen kell intézze az ügyet, de a reggel hétórai támadásra vissza kell érnie a fedélzetre. Reggel a repülőezred felkészítése közben Yelland kapitány beszédet mond a legénységének:

„(...) Ma 1941. december 7-e van. Biztos vagyok benne, hogy mindannyian tisztában vagyunk a mai nap jelentőségével és a történelemben elfoglalt helyével. Olyan csatára készülünk, ami már azelőtt elveszett, mielőtt közülünk sokan megszülettek. Ezúttal, Isten segítségével, más lesz az eredmény. Sok szerencsét!”

A beszédet követően a legénység látható lelkesedéssel vette fel az elsőfokú riadókészültséget és fejezte be a repülőgépek felkészítését. Mikor a Sea King leszáll a szigeten és Chapman rájön, hogy nem Pearlben vannak, a kirakodás alatt egy fedélzeti világítópisztollyal eltéríti a helikoptert, majd felszállásra készteti. A személyzettel való dulakodás közben a pisztoly elsül és a helikopter felrobban. Mind az öt ember életét veszti. A kirakodás után csak Laurel és Owens parancsnok maradt a szigeten. Laurel, miközben egy konzervet próbál kibontani, a kartondoboz belső pecsétjéről rájön, a készítmény 1979-ben készült. Végül Owens-ék saját szemükkel látják a támadó japán repülőgép-kötelékeket elrepülni a sziget felett Pearl Harbor irányába.
Miután Yelland kapitány szembesül vele, hogy legjobb tisztje a helikopterrel együtt eltűnt, elindítja a fedélzeten települő repülőezred kötelékeit a japán repülőgépek és flottájuk ellen. Azonban miután a Tomcatek rádiólokátorain feltűnnek a célok, a Nimitz körül ismét megjelenik az időutazást előidéző vihar. A többszöri irányváltoztatás is eredménytelenül zárul, a vihar követi a hajót, a kapitány meghozza döntését, visszarendeli a támadóerőt. Nem veszthet el több repülőgépet és személyzetet. A vihart ismét átélik, visszatérnek a jelenbe, 1980-ba és a repülőkötelék is sikeresen visszatér a repülőgép-hordozóra. Visszatérnek Pearl Harbor dokkjaiba, ahol felettesei már várják kérdéseikkel. Ezt követően Lasky a kapitány kíséretében elhagyja a hajót Laurel kutyájával együtt. A búcsú után a kutya ismét elszabadul, a dokkban várakozó fekete limuzinhoz szalad, hasonlóba, mint amiben Mr. Tideman figyelte Lasky film eleji felszállását. A kutyát egy női hang üdvözli, majd a Tideman Művek megfigyelője benéz az autóba és szembesül vele, hogy Mr. Tideman nem más, mint a halottnak hitt Owens parancsnok, a nő pedig Chapman volt titkárnője, Laurel, harminckilenc évvel idősebben...

## Szereplők
| Szerep                                               | Színész                  | Magyar hang     |
| ---------------------------------------------------- | ------------------------ | --------------- |
| Matthew Yelland kapitány                             | Kirk Douglas             | Sinkó László    |
| Warren Lasky                                         | Martin Sheen             | Trokán Péter    |
| Laurel Scott                                         | Katharine Ross           | Bánsági Ildikó  |
| Richard T. Owens repülőezredes / Mr. Richard Tideman | James Farentino          | Juhász Jácint   |
| Dan Thurman parancsnok                               | Ron O’Neal               | Papp János      |
| Samuel Chapman szenátor                              | Charles Durning          | Huszár László   |
| Fekete Felhő                                         | Victor Mohica            | Pathó István    |
| Perry hadnagy                                        | James C. Lawrence        | Szersén Gyula   |
| Simura, elfogott japán pilóta                        | Soon-Tek Oh              | (saját hangján) |
| Damon parancsnok                                     | Joe Lowry                | Dunai Tamás     |
| Kajima hadnagy                                       | Alvin Ing                | Dózsa László    |
| Kullman tizedes                                      | Mark Thomas              | Orosz István    |
| Bellman                                              | Harold Bergman           | Versényi László |
| Orvos                                                | Dan Fitzgerald           | Szokolay Ottó   |
| Tideman első helyettese                              | Ted Richert              | Konrád Antal    |
| Légi irányítás vezetője                              | George H. Strohsahl, Jr. | Kristóf Tibor   |
| Kaufman korvettkapitány                              | Lloyd Kaufman            | Rátóti Zoltán   |

További magyar hangok: Balázsi Gyula, Beregi Péter, Buss Gyula, Cs. Németh Lajos, Cseke Péter, Dobránszky Zoltán, Felföldi László, Gruber Hugó, Izsóf Vilmos, Koroknay Géza, Makay Sándor, Soós László, Téri Sándor, Ujréti László, Usztics Mátyás, Varga T. József, Várkonyi András, Verebély Iván

## Érdekességek
A hadihajó a forgatás idején az amerikai Atlanti Flotta erejében diszlokált, nem a csendes-óceániban. A forgatás 1979. május 23–augusztus 15. között zajlott a USS Nimitzen és a USS Kitty Hawkon. Utóbbira ideiglenesen felfestették a 68-as sorozatszámot a folytonosság kedvéért. A film vetítésének megkezdése előtt a USS Nimitzet bevetették 1980. április végén a teheráni amerikai nagykövetség személyzetének kimentéséért indított „Saskarom” hadműveletben (ekkor a 8. hordozófedélzeti repülőezred – CVW 8 – települt rajta). Május végétől augusztus végéig Norfolkban állt horgonyon. A film végén Pearl-be behajózó repülőgép-hordozó az átfestett USS Kitty Hawk volt.
Az a kijelentés, mely szerint ez a hadihajó egymagában képes lett volna elsüllyeszteni a teljes inváziós japán flottaerőt, figyelembe véve hordozófedélzeti repülőgép-ezredének összetételét, fegyverzetüket, valamint a repülőgép-hordozó egyéb fegyvereit, ha nem is egyazon nap, de napokon belül, minden bizonnyal megalapozott feltételezés.
A filmnek 1982-ben elkészült a magyarra szinkronizált változata. Ismeretlen okból, gyaníthatóan politikai nyomásra a filmet mégis dobozban hagyták évekre, csak VHS videókazettákon terjedt el a film szinkronizált kópiája 1986-87 körül. Még az egyik szilveszteri Szuperbola tévéműsor is kitért a furcsa sorsú filmre néhány mondat erejéig. Végül a film 1988-ban eljutott a magyar mozikba.

## Fordítás
- Ez a szócikk részben vagy egészben  a   The Final Countdown (film) című angol Wikipédia-szócikk ezen változatának fordításán alapul.  Az eredeti cikk szerkesztőit annak laptörténete sorolja fel. Ez a jelzés csupán a megfogalmazás eredetét és a szerzői jogokat jelzi, nem szolgál a cikkben szereplő információk forrásmegjelöléseként.

## Televíziós megjelenések
- TV-1 / M1 (korábban), Duna TV (korábban), TV3, Cool, Film+ (korábban)
- Film+, M1, Duna (később)